# Lysandra calydonius
Lysandra calydonius är en fjärilsart som beskrevs av Wheeler 1903. Lysandra calydonius ingår i släktet Lysandra och familjen juvelvingar. Inga underarter finns listade i Catalogue of Life.